# Tom und Jerry – Agentenjagd
Tom und Jerry – Agentenjagd ist ein US-amerikanischer Zeichentrickfilm aus dem Jahr 2015. Regie führten Spike Brandt und Heath Corson. Der Film gehört zum Tom und Jerry-Franchise und ist ein Crossover mit der ebenfalls von Hanna-Barbera stammenden Serie Jonny Quest.

## Handlung
Der Film beginnt als typische Tom-&-Jerry-Verfolgungsjagd an einem Strand, bis plötzlich eine Armee von bösen Katzen versucht, den Strand zu erobern. Tom und Jerry treffen auf Jonny Quest und Hadji sowie die Bulldogge Bandit. Bei dem anschließenden Kampf freunden sich die beiden mit den jugendlichen Geheimagenten mehr oder weniger an. Nachdem die bösen Katzen besiegt sind, werden Tom und Jerry als Ehrengäste zu den Quest Labs gebracht, wo ein Festmahl zu ihren Ehren abgehalten wird, bei dem Tom aber nichts abbekommt. 
Tom merkt sich den Geheimcode für die Alarmanlage, um anschließend in die Küche zu spazieren, um endlich an sein Essen zu kommen. Dabei schaltet er jedoch die gesamte Alarmanlage ab. Dies nutzt Dr. Zin, der hinter den bösen Katzen steckt aus, um im anschließenden Kampf sowohl die Q Sphere, eine mächtige Energiequelle, als auch Dr. Quest und Race Bannon zu entführen. 
Jonny Quest und Hadji eilen mit Bandit, Tom und Jerry zur Rettung  und versuchen in Dr. Zins Hauptquartier zu gelangen. Jonny und Hadji werden von Dr. Zins Katzenrobotern gefangen genommen, doch Tom und Jerry gelingt die Flucht. Schließlich bringt Jerry den unwilligen Tom dazu, alle zu befreien. In einem Schlusskampf gelingt es schließlich Tom und Jerry die geheime Basis von Dr. Zin zu vernichten und eine Attacke auf das Weiße Haus zu verhindern.

## Hintergrund
Während das Tom-&-Jerry-Franchise relativ populär war, erlebte Jonny Quest seine Hochzeit in den 1960ern und zwei kurzlebige Reboots in den 1980ern und 1990ern. Es handelt sich um das erste Crossover der beiden Franchises und zugleich um das erste Auftreten von Jonny Quest an dem die Erfinder William Hanna und Joseph Barbera, die 2001 und 2006 verstarben, nicht beteiligt waren.
Der Film wurde in den Vereinigten Staaten am 9. Juni 2015 zum Download veröffentlicht, die DVD-Fassung erschien am 23. Juni 2015. Die deutsche DVD erschien am 3. September 2015 auf Warner Home Entertainment.
Jonny Quests Originalsprecher Tim Matheson hat einen Gastauftritt als Präsident der Vereinigten Staaten. Ein weiterer Gastauftritt ist Droopy Dog (im Deutschen Dops) aus dem Hause Tex Avery.

## Synchronisation
| Figur                            | Sprecher (englisches Original) |
| -------------------------------- | ------------------------------ |
| Jonny Quest                      | Reese Hartwig                  |
| Dr. Benton Quest                 | Eric Bauza                     |
| Race Bannon                      | Michael Hanks                  |
| Hadji                            | Arnie Pantoja                  |
| Jezebel Jade                     | Tia Carrere                    |
| Dr. Zin                          | James Hong                     |
| Droopy Dog                       | Joe Alaskey                    |
| Präsident                        | Tim Matheson                   |
| Tom, Jerry, Spike, Tyke & Bandit | Spike Brandt                   |